# Eleutherostylis renistipulata
Eleutherostylis renistipulata är en malvaväxtart som beskrevs av Karl Ewald Maximilian Burret. Eleutherostylis renistipulata ingår i släktet Eleutherostylis och familjen malvaväxter. Inga underarter finns listade i Catalogue of Life.